# Sklerocium

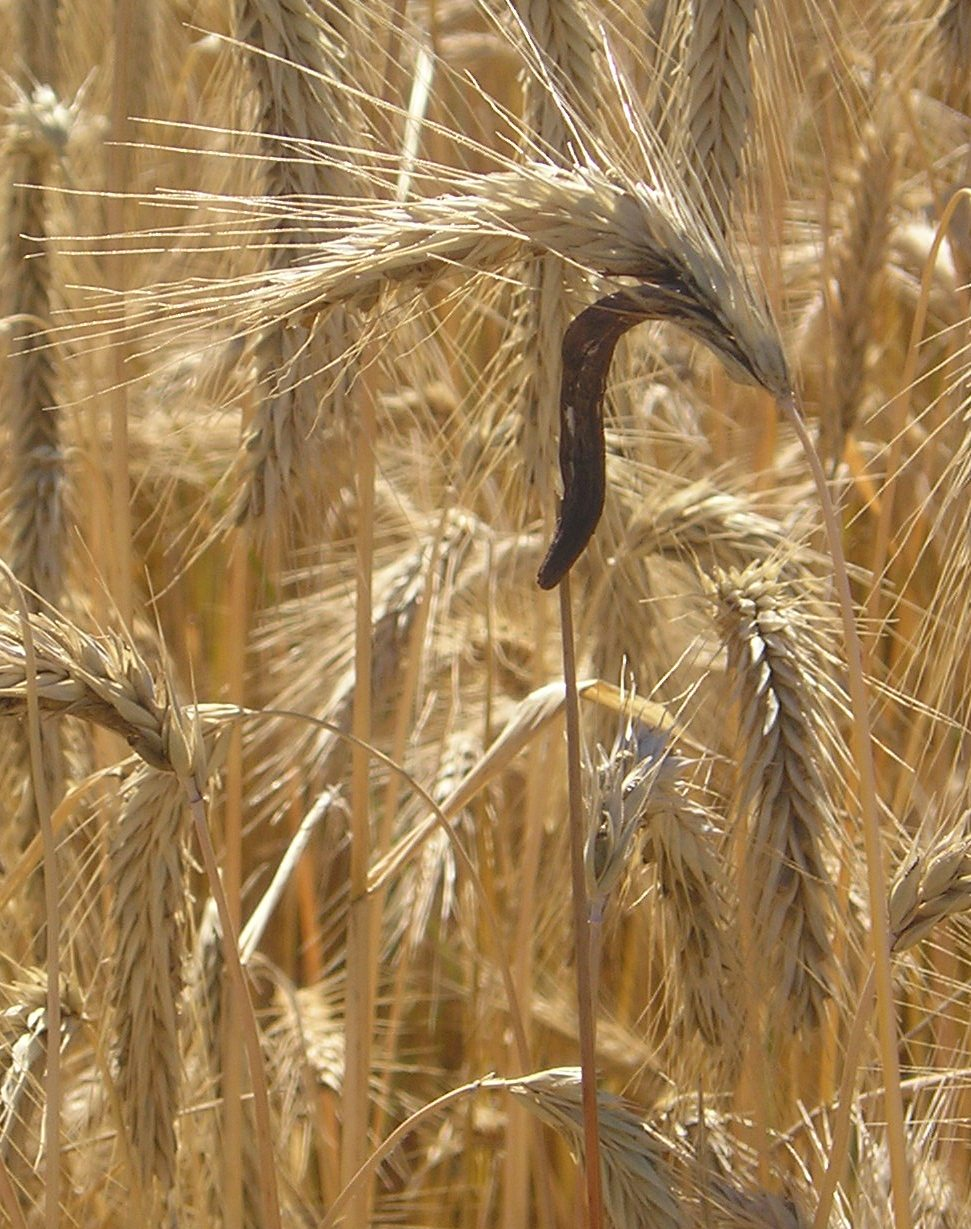
Sklerocium paličkovice nachové zvané námel na žitném klasu

Sklerocium je útvar vytvářený některými druhy organizmů, nejčastěji houbami a hlenkami. Tvrdý útvar může mít různý tvar, velikost a zbarvení, tvoří jej hyfy. Slouží k přečkání delších nepříznivých období, například sucha nebo zimy.

## Příklady organizmů tvořících sklerocia
- paličkovice nachová (Claviceps purpurea)
- hlízenka sasanková (Dumontinia tuberosa)
- choroš hlíznatý (Polyporus tuberaster)
- choroš oříš (Polyporus umbellatus)
- smrže (Morchella)
- vápenatka mnohohlavá (Physarum polycephalum)